# Димицана
Димица̀на (на гръцки: Δημητσάνα) е село в Република Гърция, област Пелопонес, дем Гортиния. Димицана има население от 611 души. До 2011 година селото е център на дем Димицана в ном Аркадия.

## Личности
Родени в Димицана
- Йосиф III Солунски (? – 1821), гръцки духовник, солунски митрополит, мъченик
- Кирил V Константинополски (? – 1775), гръцки духовник, цариградски патриарх